# Passy (Yonne)
Passy é uma comuna francesa na região administrativa de Borgonha-Franco-Condado, no departamento de Yonne. Estende-se por uma área de 5,74 km². Em 2010 a comuna tinha 351 habitantes (densidade: 61,1 hab./km²).